# Тури (Полтавський район)
Ту́ри — село в Україні, у Решетилівській міській громаді Полтавського району Полтавської області. Населення становить 194 осіб. До 2020 орган місцевого самоврядування — Лиманська Перша сільська рада.

## Географія
Село Тури примикає до села Лиман Перший, за 0,5 км від села Бузинівщина та за 1,5 км від села Мирне. Селом протікає пересихаючий струмок з загатою.

## Населення

### Мова
Розподіл населення за рідною мовою за даними перепису 2001 року:
| Мова       | Кількість | Відсоток |
| ---------- | --------- | -------- |
| українська | 188       | 96.91 %  |
| російська  | 4         | 2.06 %   |
| румунська  | 2         | 1.03 %   |
| Усього     | 194       | 100 %    |

## Історія
12 червня 2020 року, відповідно до розпорядження Кабінету Міністрів України № 721-р «Про визначення адміністративних центрів та затвердження територій територіальних громад Полтавської області», село увійшло до складу Решетилівської міської громади.
19 липня 2020 року, в результаті адміністративно — територіальної реформи та ліквідації Решетилівського району, село увійшло до складу новоутвореного Полтавського району Полтавської області.